# 필통 낙하 시험
필통 낙하 시험(Pencase Freefall Test)은 한국에서 제작된 손태웅 감독의 2002년 코미디 영화이다. 류현경 등이 주연으로 출연하였다.

## 출연

### 주연
- 류현경
- 강경환
- 김형석

## 제작진
- 프로듀서: 이주훈
- 조명: 온현식
- 조감독: 이주훈